# باربوسا
باربوسا مدينة وبلدية في كولومبيا في إدارة أنتيوكيا ، هي إحدى المناطق التسع التي تنقسم إليها أنتيوكيا ثقافيًا وجغرافيًا ، تقع على بُعد 39 كيلومترًا من مركز مدينة ميديلين ، يحدها من الشرق بلدية سانتو دومينغو، ومن الغرب بلدية جيراردوتا، ومن الشمال بلدية دون ماتياس، ومن الجنوب بلديتي كونسيبسيون وسان فيسينتي، وتضم بلدتين: إل هاتيلو وبوباليتو ، وهي إحدى بلديات المنطقة الحضرية لوادي أبورا .

## نبذه
قُدِّر عدد سكانها عام 2020 بـ 54,347 نسمة، تُعرف ببوابة الشمال الشرقي، وتشتهر ببحيراتها وجداولها المائية، يُقام فيها مهرجان الأناناس التقليدي في ديسمبر، حيث يعتبر الأناناس رمزًا وثيق الصلة بشعب باربوسا وثقافتهم ، ومهرجان القطارات في منطقة إل هاتيلو في أغسطس.